# Partido Social Cristão
O Partido Social Cristão (PSC) foi um partido político brasileiro fundado em 1985 e registrado definitivamente em 1990. Usava o Ichthys como simbologia. Em abril de 2023 possuía 405.903 filiados. Durante o governo de Jair Bolsonaro, o PSC apresentou alinhamento de 93% nas votações da câmara (até abril de 2021). No espectro político, era definido como de direita à extrema-direita.
Em 22 de novembro de 2022, anunciou a sua incorporação ao Podemos (PODE). No dia 8 de dezembro do mesmo ano, foi realizada a convenção conjunta dos partidos que formalizou o ato. Em 15 de junho de 2023, o TSE homologou a incorporação.

## História
A história do PSC começou em 1970, com a criação do Partido Democrático Republicano (PDR). Em 1985, depois da reabertura política com o fim da ditadura militar, Vítor Nósseis deu continuidade ao trabalho da sigla com a fundação do PSC.
Em 1994, a legenda lançou o almirante reformado Hernani Goulart Fortuna como candidato a presidente. Ele logrou 0,38% dos votos e, consequentemente, a última colocação. Em 1998, o partido, que havia lançado Sérgio Bueno como presidenciável, conseguiu eleger dois deputados federais e 15 estaduais. Sérgio Bueno ficou em penúltimo lugar no pleito, com 124.659 votos.

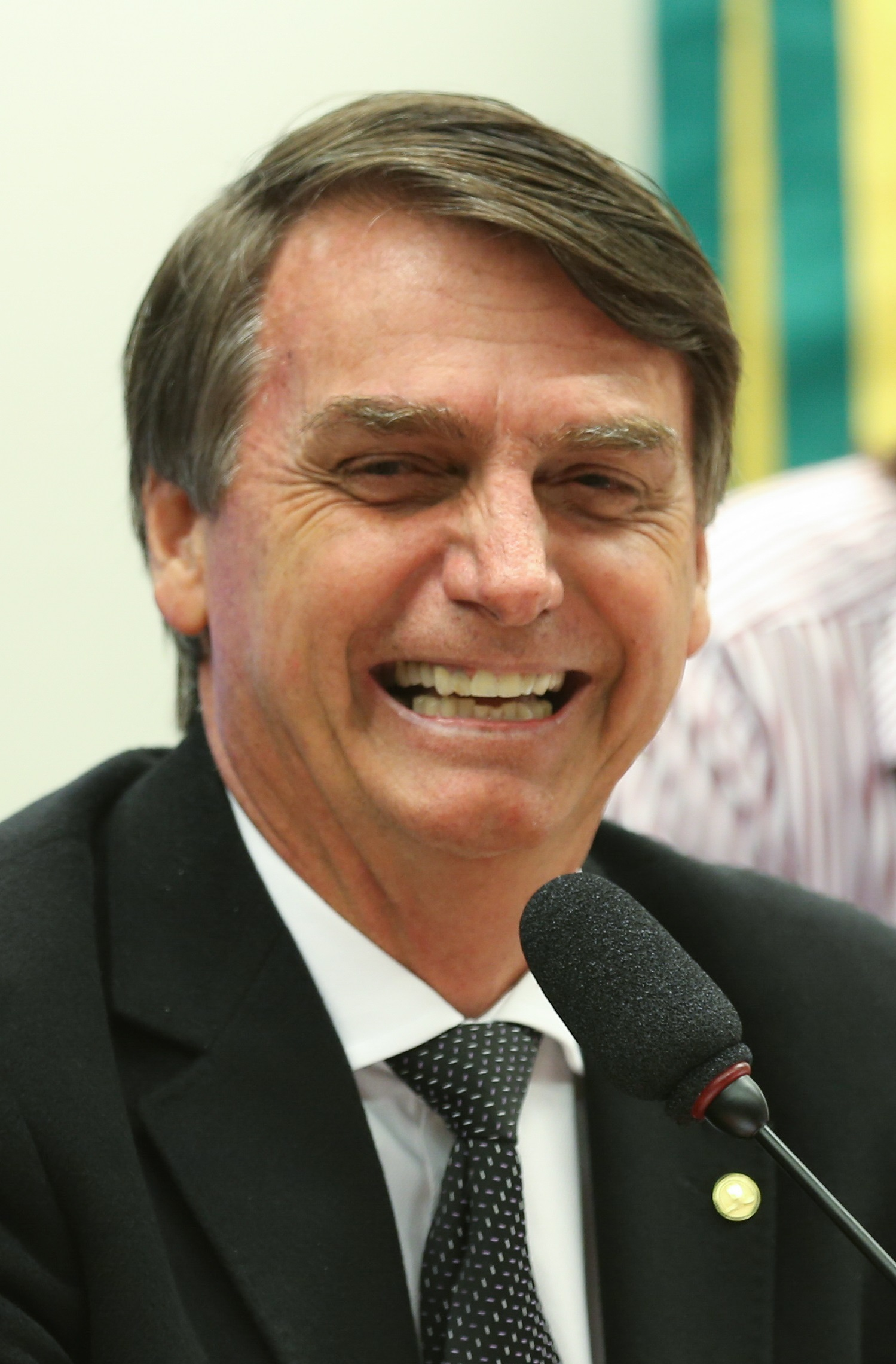
Jair Bolsonaro foi Deputado Federal pelo PSC entre 2016 à 2018.

Em 2014, lançou a candidatura do pastor Everaldo Dias Pereira à presidência da República. Everaldo adotou um discurso economicamente liberal seguindo a Escola Austríaca e socialmente conservador em questões culturais e políticas públicas.
Em março de 2016, filiou-se o deputado Jair Bolsonaro do Rio de Janeiro, para ser candidato à presidência. Em janeiro de 2018, Luciano Bivar anunciou a filiação de Bolsonaro ao PSL. O partido decidiu tirar a candidatura do ex-presidente do BNDES, Paulo Rabello, à presidência da República, para indicá-lo como vice na chapa encabeçada pelo senador Alvaro Dias, do Podemos. Em 2018, o partido elegeu os governadores do Amazonas e do Rio de Janeiro, Wilson Lima e Wilson Witzel, respectivamente.
Nas eleições municipais de 2020, o partido elegeu 115 prefeitos (nenhum em capitais) e 1.510 vereadores.
Em 2022, o partido não conseguiu superar a cláusula de barreira nas eleições gerais. Consequentemente, iniciou negociações para realizar uma fusão ou ser incorporado a outro partido. Após não prosseguir em negociações com o PTB e com o Avante, em 22 novembro de 2022, anunciou a sua incorporação ao Podemos.
A convenção conjunta dos partidos, que formalizou a incorporação, foi realizada em 8 de dezembro de 2022. Em 16 de junho de 2023, a incorporação foi homologada pelo TSE.

## Ideologia
A denominação "Social Cristão" vinha do que o partido definia como Doutrina Social Cristã, segunda a qual o cristianismo é um estado em que a sociedade que não segrega nem exclui, além de favorecer que as pessoas tomem decisões racionais em relação ao meio social.
O PSC defendia o conservadorismo social, se opondo ao aborto e à legalização das drogas. Na economia, apoiava a liberdade de mercado com a privatização de muitas das empresas estatais brasileiras conciliada com ampla seguridade social.
O PSC foi historicamente anticomunista.

## Organização
| Deputados federais à época da incorporação (3) | Deputados federais à época da incorporação (3) | Deputados federais à época da incorporação (3) |   |
| UF                                             | Deputado(a)                                    | Imagem                                         |   |
| ---------------------------------------------- | ---------------------------------------------- | ---------------------------------------------- | - |
| SP                                             | Gilberto Nascimento                            | Gilberto Nascimento                            |   |
| GO                                             | Glaustin da Fokus                              |                                                | — |
| PB                                             | Ruy Carneiro                                   | Ruy Carneiro                                   | — |

| Deputados estaduais à época da incorporação (36) | Deputados estaduais à época da incorporação (36) | Deputados estaduais à época da incorporação (36) | Deputados estaduais à época da incorporação (36) | Deputados estaduais à época da incorporação (36) |
| UF | Deputado(a)                                      | UF                                               | Deputado(a)                                      |                                                  |
| --- | ------------------------------------------------ | ------------------------------------------------ | ------------------------------------------------ | ------------------------------------------------ |
| AM | Francisco Gomes*                                 | PE                                               | Manoel Ferreira                                  |                                                  |
| AP | Zezinho Tupinambá                                | PE                                               | Wanderson Florêncio                              |                                                  |
| BA | Laerte do Vando                                  | PE                                               | Guilherme Uchoa Júnior                           |                                                  |
| BA | Soldado Prisco                                   | PR                                               | Evandro Araújo                                   |                                                  |
| BA | Tum                                              | PR                                               | Gilson de Souza                                  |                                                  |
| DF | Iolando Almeida                                  | PR                                               | Mabel Canto                                      |                                                  |
| GO | Henrique César                                   | PR                                               | Mara Lima+                                       |                                                  |
| MG | Gustavo Mitre                                    | PR                                               | Wilmar Reichembach                               |                                                  |
| MG | Noraldino Junior                                 | RJ                                               | Márcio Pacheco                                   |                                                  |
| MG | Raul Belém                                       | RJ                                               | Chiquinho da Mangueira                           |                                                  |
| MT | Sebastião Rezende                                | RJ                                               | Léo Vieira*                                      |                                                  |
| MT | Xuxu Dal Molin                                   | RN                                               | Coronel Azevedo*                                 |                                                  |
| PA | Galileu Moraes                                   | SC                                               | Jair Miotto                                      |                                                  |
| PA | Jaques Neves                                     | SE                                               | Capitão Samuel                                   |                                                  |
| PB | Anderson Monteiro                                | SE                                               | Gilmar Carvalho                                  |                                                  |
| PE | Alberto Feitosa*                                 | SE                                               | Ibrain Monteiro                                  |                                                  |
| PE | Antonio Fernando                                 | SE                                               | Vanderbal Marinho                                |                                                  |
| PE | Clarissa Tércio                                  | RO                                               | Geraldo da Rondônia+                             |                                                  |
| Observações: Em 2018, o PSC elegeu 30 deputados estaduais. Os nomes marcados com o símbolo * foram eleitos em 2018 por outros partidos. Os nomes marcados com símbolo + são suplentes empossados. |                                                  |                                                  |                                                  |                                                  |

| Data     | Filiados | Crescimento anual | Crescimento anual |
| -------- | -------- | ----------------- | ----------------- |
| dez/2006 | 216.800  | —                 | —                 |
| dez/2007 | 252.574  | 35.774            | +16%              |
| dez/2008 | 265.057  | 12.483            | +4,9%             |
| dez/2009 | 260.581  | 4.476             | -1,7%             |
| dez/2010 | 304.340  | 43.759            | +16%              |
| dez/2011 | 357.188  | 52.848            | +17%              |
| dez/2012 | 365.993  | 8.805             | +2,4%             |
| dez/2013 | 371.102  | 4.109             | +1,3%             |
| dez/2014 | 372.232  | 1.130             | +0,3%             |
| dez/2015 | 392.535  | 20.303            | +5,4%             |
| dez/2016 | 421.580  | 29.045            | +7,3%             |
| dez/2017 | 422.293  | 713               | +0,1%             |
| dez/2018 | 423.143  | 850               | +0,2%             |
| dez/2019 | 392.671  | 30.742            | -7,7%             |
| dez/2020 | 420.912  | 28.241            | +7,1%             |
| dez/2021 | 413.692  | 7.220             | -1,7%             |
| dez/2022 | 407.202  | 6.490             | -1,5%             |

## Desempenho eleitoral
| Legislatura     | Bancada  | %    | ± |
| --------------- | -------- | ---- | - |
| 49ª (1991–1995) | 5 / 503  | 0,99 | 5 |
| 50ª (1995–1999) | 3 / 513  | 0,58 | 2 |
| 51ª (1999–2003) | 2 / 513  | 0,38 | 1 |
| 52ª (2003–2007) | 1 / 513  | 0,19 | 1 |
| 53ª (2007–2011) | 9 / 513  | 1,75 | 8 |
| 54ª (2011–2015) | 17 / 513 | 3,31 | 8 |
| 55ª (2015–2019) | 13 / 513 | 2,53 | 4 |
| 56ª (2019–2023) | 8 / 513  | 1,55 | 5 |
| 57ª (2023–2027) | 6 / 513  | 1,16 | 2 |

Os números das bancadas representam o início de cada legislatura, desconsiderando, por exemplo, parlamentares que tenham mudado de partido posteriormente.

### Eleições estaduais
| Participação e desempenho do PSC nas eleições estaduais de 2022 |                                                                        |                                             | |                                    |                                     |
| Candidatos majoritários eleitos. Em negrito estão os candidatos filiados ao PSC durante a eleição. Os cargos obtidos na Câmara Federal e nas Assembleias Legislativas são referentes às coligações proporcionais que o PSC compôs. Tais coligações não são necessariamente iguais às coligações majoritárias e geralmente são menores. Não estão listados os futuros suplentes empossados. \| UF \| Candidatos(as) a Governador(a) e a Vice \| Candidatos(as) a Senadores(as) \| Coligação majoritária (governo e senado) \| Deputados(as) federais eleitos(as) \| Deputados(as) estaduais eleitos(as) \| \| -- \| --------------------------------------------------------------------------- \| ------------------------------------------- \| ---------------------------------------------------------------------------------------------------------- \| ---------------------------------- \| ----------------------------------- \| \| AC \| ninguém \| ninguém \| nenhuma \| \| \| \| AL \| Paulo Dantas (MDB) \| Renan Filho (MDB) \| PSC / MDB / PDT / FE Brasil (PT/PCdoB/PV) / Solidariedade \| \| \| \| AL \| Ronaldo Lessa (PDT) \| Renan Filho (MDB) \| PSC / MDB / PDT / FE Brasil (PT/PCdoB/PV) / Solidariedade \| \| \| \| AM \| Wilson Lima (UNIÃO) \| Coronel Menezes (PL) \| PSC / UNIÃO / Avante / PL / PP / Republicanos / PTB / Patriota / PRTB / PMN \| \| \| \| AM \| Tadeu de Souza (Avante) \| Coronel Menezes (PL) \| PSC / UNIÃO / Avante / PL / PP / Republicanos / PTB / Patriota / PRTB / PMN \| \| \| \| AP \| Jaime Nunes (PSD) \| Guaracy (PTB) \| PSC / PSD / PTB / PROS / Agir \| \| \| \| AP \| Liliane Albuquerque (PSD) \| Guaracy (PTB) \| PSC / PSD / PTB / PROS / Agir \| \| \| \| BA \| ACM Neto (UNIÃO) \| Cacá Leão (PP) \| PSC / UNIÃO / Republicanos / PP / PDT / Fed. PSDB Cidadania / PODE / PTB / Solidariedade / PRTB / DC / PMN \| \| \| \| BA \| Ana Coelho (Republicanos) \| Cacá Leão (PP) \| PSC / UNIÃO / Republicanos / PP / PDT / Fed. PSDB Cidadania / PODE / PTB / Solidariedade / PRTB / DC / PMN \| \| \| \| CE \| Roberto Cláudio (PDT) \| Érika Amorim (PSD) \| PSC / PDT / PSD / PSB / Patriota / Agir / DC / PMN / PMB \| \| \| \| CE \| Domingos Filho (PSD) \| Érika Amorim (PSD) \| PSC / PDT / PSD / PSB / Patriota / Agir / DC / PMN / PMB \| \| \| \| DF \| Paulo Octávio (PSD) \| Carlos Rodrigues (PSD) \| PSC / PSD / PODE / Patriota / PMB \| \| \| \| DF \| Felipe Belmonte (PSC) \| Carlos Rodrigues (PSD) \| PSC / PSD / PODE / Patriota / PMB \| \| \| \| ES \| ninguém \| Erick Musso (Republicanos) \| PSC / Republicanos / UNIÃO / Patriota \| \| \| \| GO \| Ronaldo Caiado (UNIÃO) \| Delegado Waldir (UNIÃO) \| PSC / UNIÃO / MDB / PP / PSD / Solidariedade / PODE / Avante / PDT / PRTB / PROS \| \| \| \| GO \| Daniel Vilela (MDB) \| Alexandre Baldy (PP) \| PSC / UNIÃO / MDB / PP / PSD / Solidariedade / PODE / Avante / PDT / PRTB / PROS \| \| \| \| GO \| Daniel Vilela (MDB) \| Vilmar Rocha (PSD) \| PSC / UNIÃO / MDB / PP / PSD / Solidariedade / PODE / Avante / PDT / PRTB / PROS \| \| \| \| MA \| Lahesio Bonfim (PSC) \| ninguém \| PSC / PMN \| \| \| \| MA \| Dr. Gutemberg (PSC) \| ninguém \| PSC / PMN \| \| \| \| MG \| Romeu Zema (NOVO) (informalmente) [26] Mateus Simões (NOVO) (informalmente) \| Cleitinho Azevedo (PSC) \| PSC \| \| \| \| MS \| Marquinhos Trad (PSD) \| Odilon de Oliveira (PSD) \| PSC / PSD / PTB / Patriota \| \| \| \| MS \| Dra. Viviane Orro (PSD) \| Odilon de Oliveira (PSD) \| PSC / PSD / PTB / Patriota \| \| \| \| MT \| ninguém \| ninguém \| nenhuma \| \| \| \| PA \| Zequinha Marinho (PL) \| Mário Couto (PL) \| PSC / PL / Patriota \| \| \| \| PA \| Rosiane Eguchi (PSC) \| Mário Couto (PL) \| PSC / PL / Patriota \| \| \| \| PB \| Pedro Cunha Lima (PSDB) \| Efraim Filho (UNIÃO) \| PSC / Fed. PSDB Cidadania / UNIÃO / PDT / PROS / PMB \| \| \| \| PB \| Domiciano Cabral (Cidadania) \| Efraim Filho (UNIÃO) \| PSC / Fed. PSDB Cidadania / UNIÃO / PDT / PROS / PMB \| \| \| \| PE \| Miguel Coelho (UNIÃO) \| Carlos Andrade Lima (UNIÃO) \| PSC / UNIÃO / PODE / Patriota \| \| \| \| PE \| Alessandra Vieira (UNIÃO) \| Carlos Andrade Lima (UNIÃO) \| PSC / UNIÃO / PODE / Patriota \| \| \| \| PI \| Gessy Fonseca (PSC) indeferido \| Fábio Sérvio (PODE) desistiu da candidatura \| PSC / PODE \| \| \| \| PI \| Rogério Ribeiro (PSC) indeferido \| Fábio Sérvio (PODE) desistiu da candidatura \| PSC / PODE \| \| \| \| PR \| ninguém \| Álvaro Dias (PODE) \| PSC / PODE / Fed. PSDB Cidadania / PSB / Patriota \| \| \| \| RJ \| Cláudio Castro (PL) \| Romário (PL) \| PSC / PL / UNIÃO / MDB / PP / Republicanos / Avante / PODE / PTB / Solidariedade / PROS / PRTB / DC / PMN \| \| \| \| RJ \| Thiago Pampolha (UNIÃO) \| Romário (PL) \| PSC / PL / UNIÃO / MDB / PP / Republicanos / Avante / PODE / PTB / Solidariedade / PROS / PRTB / DC / PMN \| \| \| \| RN \| Fábio Dantas (Solidariedade) \| Rogério Marinho (PL) \| PSC / Solidariedade / UNIÃO / PL / PP / PSD \| \| \| \| RN \| Ivan Júnior (UNIÃO) \| Rogério Marinho (PL) \| PSC / Solidariedade / UNIÃO / PL / PP / PSD \| \| \| \| RO \| Marcos Rocha (UNIÃO) \| Mariana Carvalho (Republicanos) \| PSC / UNIÃO / Republicanos / MDB / PP / Fed. PSDB Cidadania / Avante / Patriota \| \| \| \| RO \| Sérgio Gonçalves (UNIÃO) \| Mariana Carvalho (Republicanos) \| PSC / UNIÃO / Republicanos / MDB / PP / Fed. PSDB Cidadania / Avante / Patriota \| \| \| \| RR \| ninguém \| Telmário Mota (PROS) \| PSC / PROS \| \| \| \| RS \| Roberto Argenta (PSC) \| Maristela Zanotto (PSC) \| PSC / Solidariedade / Agir \| \| \| \| RS \| Nivea Rosa (Solidariedade) \| Maristela Zanotto (PSC) \| PSC / Solidariedade / Agir \| \| \| \| SC \| Carlos Moisés (Republicanos) \| Celso Maldaner (MDB) \| PSC / Republicanos / MDB / PODE / Avante / DC \| \| \| \| SC \| Udo Döhler (MDB) \| Celso Maldaner (MDB) \| PSC / Republicanos / MDB / PODE / Avante / DC \| \| \| \| SE \| Fábio Mitidieri (PSD) \| Laércio Oliveira (PP) \| PSC / PSD / PDT / PP / UNIÃO / Republicanos / Avante \| \| \| \| SE \| Zezinho Sobral (PDT) \| Laércio Oliveira (PP) \| PSC / PSD / PDT / PP / UNIÃO / Republicanos / Avante \| \| \| \| SP \| Tarcísio Gomes de Freitas (Republicanos) \| Marcos Pontes (PL) \| PSC / Republicanos / PSD / PL / PTB / PMN \| \| \| \| SP \| Felicio Ramuth (PSD) \| Marcos Pontes (PL) \| PSC / Republicanos / PSD / PL / PTB / PMN \| \| \| \| TO \| Wanderlei Barbosa (Republicanos) \| Dorinha Rezende (UNIÃO) \| PSC / Republicanos / PDT / UNIÃO / Fed. PSDB Cidadania / PTB / Solidariedade \| \| \| \| TO \| Laurez Moreira (PDT) \| Dorinha Rezende (UNIÃO) \| PSC / Republicanos / PDT / UNIÃO / Fed. PSDB Cidadania / PTB / Solidariedade \| \| \| |                                                                        |                                             | |                                    |                                     |
| UF | Candidatos(as) a Governador(a) e a Vice                                | Candidatos(as) a Senadores(as)              | Coligação majoritária (governo e senado)                                                                   | Deputados(as) federais eleitos(as) | Deputados(as) estaduais eleitos(as) |
| AC | ninguém                                                                | ninguém                                     | nenhuma |                                    |                                     |
| AL | Paulo Dantas (MDB)                                                     | Renan Filho (MDB)                           | PSC / MDB / PDT / FE Brasil (PT/PCdoB/PV) / Solidariedade                                                  |                                    |                                     |
| AL | Ronaldo Lessa (PDT)                                                    | Renan Filho (MDB)                           | PSC / MDB / PDT / FE Brasil (PT/PCdoB/PV) / Solidariedade                                                  |                                    |                                     |
| AM | Wilson Lima (UNIÃO)                                                    | Coronel Menezes (PL)                        | PSC / UNIÃO / Avante / PL / PP / Republicanos / PTB / Patriota / PRTB / PMN                                |                                    |                                     |
| AM | Tadeu de Souza (Avante)                                                | Coronel Menezes (PL)                        | PSC / UNIÃO / Avante / PL / PP / Republicanos / PTB / Patriota / PRTB / PMN                                |                                    |                                     |
| AP | Jaime Nunes (PSD)                                                      | Guaracy (PTB)                               | PSC / PSD / PTB / PROS / Agir                                                                              |                                    |                                     |
| AP | Liliane Albuquerque (PSD)                                              | Guaracy (PTB)                               | PSC / PSD / PTB / PROS / Agir                                                                              |                                    |                                     |
| BA | ACM Neto (UNIÃO)                                                       | Cacá Leão (PP)                              | PSC / UNIÃO / Republicanos / PP / PDT / Fed. PSDB Cidadania / PODE / PTB / Solidariedade / PRTB / DC / PMN |                                    |                                     |
| BA | Ana Coelho (Republicanos)                                              | Cacá Leão (PP)                              | PSC / UNIÃO / Republicanos / PP / PDT / Fed. PSDB Cidadania / PODE / PTB / Solidariedade / PRTB / DC / PMN |                                    |                                     |
| CE | Roberto Cláudio (PDT)                                                  | Érika Amorim (PSD)                          | PSC / PDT / PSD / PSB / Patriota / Agir / DC / PMN / PMB                                                   |                                    |                                     |
| CE | Domingos Filho (PSD)                                                   | Érika Amorim (PSD)                          | PSC / PDT / PSD / PSB / Patriota / Agir / DC / PMN / PMB                                                   |                                    |                                     |
| DF | Paulo Octávio (PSD)                                                    | Carlos Rodrigues (PSD)                      | PSC / PSD / PODE / Patriota / PMB                                                                          |                                    |                                     |
| DF | Felipe Belmonte (PSC)                                                  | Carlos Rodrigues (PSD)                      | PSC / PSD / PODE / Patriota / PMB                                                                          |                                    |                                     |
| ES | ninguém                                                                | Erick Musso (Republicanos)                  | PSC / Republicanos / UNIÃO / Patriota                                                                      |                                    |                                     |
| GO | Ronaldo Caiado (UNIÃO)                                                 | Delegado Waldir (UNIÃO)                     | PSC / UNIÃO / MDB / PP / PSD / Solidariedade / PODE / Avante / PDT / PRTB / PROS                           |                                    |                                     |
| GO | Daniel Vilela (MDB)                                                    | Alexandre Baldy (PP)                        | PSC / UNIÃO / MDB / PP / PSD / Solidariedade / PODE / Avante / PDT / PRTB / PROS                           |                                    |                                     |
| GO | Daniel Vilela (MDB)                                                    | Vilmar Rocha (PSD)                          | PSC / UNIÃO / MDB / PP / PSD / Solidariedade / PODE / Avante / PDT / PRTB / PROS                           |                                    |                                     |
| MA | Lahesio Bonfim (PSC)                                                   | ninguém                                     | PSC / PMN                                                                                                  |                                    |                                     |
| MA | Dr. Gutemberg (PSC)                                                    | ninguém                                     | PSC / PMN                                                                                                  |                                    |                                     |
| MG | Romeu Zema (NOVO) (informalmente) Mateus Simões (NOVO) (informalmente) | Cleitinho Azevedo (PSC)                     | PSC |                                    |                                     |
| MS | Marquinhos Trad (PSD)                                                  | Odilon de Oliveira (PSD)                    | PSC / PSD / PTB / Patriota                                                                                 |                                    |                                     |
| MS | Dra. Viviane Orro (PSD)                                                | Odilon de Oliveira (PSD)                    | PSC / PSD / PTB / Patriota                                                                                 |                                    |                                     |
| MT | ninguém                                                                | ninguém                                     | nenhuma |                                    |                                     |
| PA | Zequinha Marinho (PL)                                                  | Mário Couto (PL)                            | PSC / PL / Patriota                                                                                        |                                    |                                     |
| PA | Rosiane Eguchi (PSC)                                                   | Mário Couto (PL)                            | PSC / PL / Patriota                                                                                        |                                    |                                     |
| PB | Pedro Cunha Lima (PSDB)                                                | Efraim Filho (UNIÃO)                        | PSC / Fed. PSDB Cidadania / UNIÃO / PDT / PROS / PMB                                                       |                                    |                                     |
| PB | Domiciano Cabral (Cidadania)                                           | Efraim Filho (UNIÃO)                        | PSC / Fed. PSDB Cidadania / UNIÃO / PDT / PROS / PMB                                                       |                                    |                                     |
| PE | Miguel Coelho (UNIÃO)                                                  | Carlos Andrade Lima (UNIÃO)                 | PSC / UNIÃO / PODE / Patriota                                                                              |                                    |                                     |
| PE | Alessandra Vieira (UNIÃO)                                              | Carlos Andrade Lima (UNIÃO)                 | PSC / UNIÃO / PODE / Patriota                                                                              |                                    |                                     |
| PI | Gessy Fonseca (PSC) indeferido                                         | Fábio Sérvio (PODE) desistiu da candidatura | PSC / PODE                                                                                                 |                                    |                                     |
| PI | Rogério Ribeiro (PSC) indeferido                                       | Fábio Sérvio (PODE) desistiu da candidatura | PSC / PODE                                                                                                 |                                    |                                     |
| PR | ninguém                                                                | Álvaro Dias (PODE)                          | PSC / PODE / Fed. PSDB Cidadania / PSB / Patriota                                                          |                                    |                                     |
| RJ | Cláudio Castro (PL)                                                    | Romário (PL)                                | PSC / PL / UNIÃO / MDB / PP / Republicanos / Avante / PODE / PTB / Solidariedade / PROS / PRTB / DC / PMN  |                                    |                                     |
| RJ | Thiago Pampolha (UNIÃO)                                                | Romário (PL)                                | PSC / PL / UNIÃO / MDB / PP / Republicanos / Avante / PODE / PTB / Solidariedade / PROS / PRTB / DC / PMN  |                                    |                                     |
| RN | Fábio Dantas (Solidariedade)                                           | Rogério Marinho (PL)                        | PSC / Solidariedade / UNIÃO / PL / PP / PSD                                                                |                                    |                                     |
| RN | Ivan Júnior (UNIÃO)                                                    | Rogério Marinho (PL)                        | PSC / Solidariedade / UNIÃO / PL / PP / PSD                                                                |                                    |                                     |
| RO | Marcos Rocha (UNIÃO)                                                   | Mariana Carvalho (Republicanos)             | PSC / UNIÃO / Republicanos / MDB / PP / Fed. PSDB Cidadania / Avante / Patriota                            |                                    |                                     |
| RO | Sérgio Gonçalves (UNIÃO)                                               | Mariana Carvalho (Republicanos)             | PSC / UNIÃO / Republicanos / MDB / PP / Fed. PSDB Cidadania / Avante / Patriota                            |                                    |                                     |
| RR | ninguém                                                                | Telmário Mota (PROS)                        | PSC / PROS                                                                                                 |                                    |                                     |
| RS | Roberto Argenta (PSC)                                                  | Maristela Zanotto (PSC)                     | PSC / Solidariedade / Agir                                                                                 |                                    |                                     |
| RS | Nivea Rosa (Solidariedade)                                             | Maristela Zanotto (PSC)                     | PSC / Solidariedade / Agir                                                                                 |                                    |                                     |
| SC | Carlos Moisés (Republicanos)                                           | Celso Maldaner (MDB)                        | PSC / Republicanos / MDB / PODE / Avante / DC                                                              |                                    |                                     |
| SC | Udo Döhler (MDB)                                                       | Celso Maldaner (MDB)                        | PSC / Republicanos / MDB / PODE / Avante / DC                                                              |                                    |                                     |
| SE | Fábio Mitidieri (PSD)                                                  | Laércio Oliveira (PP)                       | PSC / PSD / PDT / PP / UNIÃO / Republicanos / Avante                                                       |                                    |                                     |
| SE | Zezinho Sobral (PDT)                                                   | Laércio Oliveira (PP)                       | PSC / PSD / PDT / PP / UNIÃO / Republicanos / Avante                                                       |                                    |                                     |
| SP | Tarcísio Gomes de Freitas (Republicanos)                               | Marcos Pontes (PL)                          | PSC / Republicanos / PSD / PL / PTB / PMN                                                                  |                                    |                                     |
| SP | Felicio Ramuth (PSD)                                                   | Marcos Pontes (PL)                          | PSC / Republicanos / PSD / PL / PTB / PMN                                                                  |                                    |                                     |
| TO | Wanderlei Barbosa (Republicanos)                                       | Dorinha Rezende (UNIÃO)                     | PSC / Republicanos / PDT / UNIÃO / Fed. PSDB Cidadania / PTB / Solidariedade                               |                                    |                                     |
| TO | Laurez Moreira (PDT)                                                   | Dorinha Rezende (UNIÃO)                     | PSC / Republicanos / PDT / UNIÃO / Fed. PSDB Cidadania / PTB / Solidariedade                               |                                    |                                     |

| Participação e desempenho do PSC nas eleições estaduais de 2018 |                                         |                                | |                                                       | |
| Candidatos majoritários eleitos (9 governadores e 13 senadores). Em negrito estão os candidatos filiados ao PSC durante a eleição. Os cargos obtidos na Câmara Federal e nas Assembleias Legislativas são referentes às coligações proporcionais que o PSC compôs. Tais coligações não são necessariamente iguais às coligações majoritárias e geralmente são menores. Não estão listados os futuros suplentes empossados. \| UF \| Candidatos(as) a Governador(a) e a Vice \| Candidatos(as) a Senadores(as) \| Coligação majoritária (governo e senado) \| Deputados(as) federais eleitos(as) — 73 \| Deputados(as) estaduais eleitos(as) — 119 \| \| -- \| ---------------------------------------- \| ------------------------------ \| ------------------------------------------------------------------------------------------------------------ \| ----------------------------------------------------- \| ----------------------------------------------------------------------------------------------------------------------------- \| \| AC \| Coronel Ulysses (PSL) \| Paulo Pedrazza (PSL) \| PSC / PSL / Patriota \| ninguém \| 1 PSL \| \| AC \| Réssini Jarude (PSL) \| Paulo Pedrazza (PSL) \| PSC / PSL / Patriota \| ninguém \| 1 PSL \| \| AL \| Pinto de Luna (PROS) \| Rodrigo Cunha (PSDB) \| PSC / PROS / PSDB / PTC / PP / PSB / REDE / DEM / PRB \| 1 PSB, 1 PP, 1 PRB, 1 PSDB \| 4 PP, 2 PSDB, 1 DEM, 1 PROS \| \| AL \| Jorge VI (PSDB) \| Benedito de Lira (PP) \| PSC / PROS / PSDB / PTC / PP / PSB / REDE / DEM / PRB \| 1 PSB, 1 PP, 1 PRB, 1 PSDB \| 4 PP, 2 PSDB, 1 DEM, 1 PROS \| \| AM \| Wilson Lima (PSC) \| Luiz Castro (REDE) \| PSC / PRTB / REDE \| ninguém \| ninguém \| \| AM \| Carlos Almeida (PRTB) \| Luiz Castro (REDE) \| PSC / PRTB / REDE \| ninguém \| ninguém \| \| AP \| Davi Alcolumbre (DEM) \| Randolfe Rodrigues (REDE) \| PSC / DEM / PP / REDE / PSDB / PSD / PODE / PPL / SD / Avante / Patriota \| 1 PSDB, 1 PP \| Zézinho Tupinambá (PSC) \| \| AP \| Silvana Vedovelli (PP) \| Sebastião Bala Rocha (PSDB) \| PSC / DEM / PP / REDE / PSDB / PSD / PODE / PPL / SD / Avante / Patriota \| 1 PSDB, 1 PP \| Zézinho Tupinambá (PSC) \| \| BA \| José Ronaldo (DEM) \| Jutahy Magalhães Júnior (PSDB) \| PSC / DEM / PSDB / PTB / PV / PRB / SD / PPL / Patriota \| ninguém \| Laerte do Vando (PSC), Soldado Prisco (PSC), Tum (PSC) \| \| BA \| Mônica Bahia (PSDB) \| Irmão Lázaro (PSC) \| PSC / DEM / PSDB / PTB / PV / PRB / SD / PPL / Patriota \| ninguém \| Laerte do Vando (PSC), Soldado Prisco (PSC), Tum (PSC) \| \| CE \| apoio informal a Camilo Santana (PT)[27] \| Eunício Oliveira (MDB) \| PT / PDT / PP / PSB / PR / PTB / DEM / PCdoB / PPS / PRP / PV / PMN / PPL / PRTB / PMB / Patriota \| 1 MDB, 1 SD, 1 PSD \| 4 MDB, 2 SD, 2 PSD, 1 PRB \| \| CE \| apoio informal a Izolda Cela (PDT)[27] \| Alberto Bardawil (PODE) \| PT / PDT / PP / PSB / PR / PTB / DEM / PCdoB / PPS / PRP / PV / PMN / PPL / PRTB / PMB / Patriota \| 1 MDB, 1 SD, 1 PSD \| 4 MDB, 2 SD, 2 PSD, 1 PRB \| \| DF \| Rogério Rosso (PSD) \| Cristovam Buarque (PPS) \| PSC / PSD / PRB / SD / PODE / PPS \| 1 PRB, 1 PPS \| Iolando Almeida (PSC) \| \| DF \| Egmar Tavares (PRB) \| Fernando Marques (SD) \| PSC / PSD / PRB / SD / PODE / PPS \| 1 PRB, 1 PPS \| Iolando Almeida (PSC) \| \| ES \| Renato Casagrande (PSB) \| Marcos do Val (PPS) \| PSC / PSB / PSDB / DEM / PPS / PCdoB / PV / DC / SD / PP / PTC / PDT / PPL / PRP / PSD / PHS / PROS / Avante \| 2 PSB \| 3 PSDB \| \| ES \| Jacqueline Moraes (PSB) \| Ricardo Ferraço (PSDB) \| PSC / PSB / PSDB / DEM / PPS / PCdoB / PV / DC / SD / PP / PTC / PDT / PPL / PRP / PSD / PHS / PROS / Avante \| 2 PSB \| 3 PSDB \| \| GO \| Ronaldo Caiado (DEM) \| Jorge Kajuru (PRP) \| PSC / DEM / PRP / PROS / PMB / PR / PODE / DC / PSL / PMN / PTC / PRTB / PDT \| Glaustin da Fokus (PSC) + 2 DEM, 1 PDT, 1 PRP, 1 PODE \| Henrique César (PSC) + 4 DEM, 1 PTC \| \| GO \| Lincoln Tejota (PROS) \| Wilder Morais (DEM) \| PSC / DEM / PRP / PROS / PMB / PR / PODE / DC / PSL / PMN / PTC / PRTB / PDT \| Glaustin da Fokus (PSC) + 2 DEM, 1 PDT, 1 PRP, 1 PODE \| Henrique César (PSC) + 4 DEM, 1 PTC \| \| MA \| Roseana Sarney (MDB) \| Edison Lobão (MDB) \| PSC / MDB / PV / PSD / PRP / PMB \| 2 MDB, 1 PSD \| 3 PV, 2 MDB \| \| MA \| Ribinha Cunha (PSC) \| Sarney Filho (PV) \| PSC / MDB / PV / PSD / PRP / PMB \| 2 MDB, 1 PSD \| 3 PV, 2 MDB \| \| MG \| Antonio Anastasia (PSDB) \| Rodrigo Pacheco (DEM) \| PSC / PSDB / PSD / DEM / SD / PPS / PMN / PTB / PP / PTC / PMB / Patriota \| Euclydes Pettersen (PSC) + 1 PMN \| Gustavo Mitre (PSC), Noraldino Junior (PSC), Raul Belém (PSC) \| \| MG \| Marcos Montes (PSD) \| Dinis Pinheiro (SD) \| PSC / PSDB / PSD / DEM / SD / PPS / PMN / PTB / PP / PTC / PMB / Patriota \| Euclydes Pettersen (PSC) + 1 PMN \| Gustavo Mitre (PSC), Noraldino Junior (PSC), Raul Belém (PSC) \| \| MS \| ninguém \| Sérgio Harfouche (PSC) \| nenhuma \| ninguém \| ninguém \| \| MT \| Mauro Mendes (DEM) \| Jayme Campos (DEM) \| PSC / DEM / PDT / PSD / MDB / PMB / PHS / PRP / PTC \| ninguém \| Sebastião Rezende (PSC), Xuxu Dal Molim (PSC) + 3 MDB, 2 DEM, 1 PSD, 1 PDT \| \| MT \| Otaviano Pivetta (PDT) \| Carlos Fávaro (PSD) \| PSC / DEM / PDT / PSD / MDB / PMB / PHS / PRP / PTC \| ninguém \| Sebastião Rezende (PSC), Xuxu Dal Molim (PSC) + 3 MDB, 2 DEM, 1 PSD, 1 PDT \| \| PA \| Helder Barbalho (MDB) \| Jader Barbalho (MDB) \| PSC / MDB / PR / PP / PSD / PRB / PTB / PROS / PODE / PSL / PHS / DC / PMB / PTC / Avante / Patriota \| 3 PSD, 2 MDB, 2 PTB, 1 PR, 1 PRB \| Galileu Moraes (PSC), Jaques Neves (PSC) \| \| PA \| Lúcio Vale (PR) \| Zequinha Marinho (PSC) \| PSC / MDB / PR / PP / PSD / PRB / PTB / PROS / PODE / PSL / PHS / DC / PMB / PTC / Avante / Patriota \| 3 PSD, 2 MDB, 2 PTB, 1 PR, 1 PRB \| Galileu Moraes (PSC), Jaques Neves (PSC) \| \| PB \| Lucélio Cartaxo (PV) \| Daniella Ribeiro (PP) \| PSC / PSDB / PP / PSD / PV / SD / DC / PRTB / PHS / PTC / PSL / PPL \| 3 PSDB \| Anderson Monteiro (PSC) + 3 PSDB, 2 PP, 1 PSD \| \| PB \| Michele Rodrigues (PSDB) \| Cássio Cunha Lima (PSDB) \| PSC / PSDB / PP / PSD / PV / SD / DC / PRTB / PHS / PTC / PSL / PPL \| 3 PSDB \| Anderson Monteiro (PSC) + 3 PSDB, 2 PP, 1 PSD \| \| PE \| Armando Monteiro (PTB) \| Mendonça Filho (DEM) \| PSC / PTB / PODE / PSDB / DEM / PRB / PR / PPS / PSD / PSL / PHS / DC / PMB \| André Ferreira (PSC) + 2 PRB, 1 PPS, 1 DEM, 1 PODE \| Antonio Fernando (PSC), Clarissa Tércio (PSC), Guilherme Uchoa Júnior (PSC), Manoel Ferreira (PSC), Wanderson Florêncio (PSC) \| \| PE \| Fred Ferreira (PSC) \| Bruno Araújo (PSDB) \| PSC / PTB / PODE / PSDB / DEM / PRB / PR / PPS / PSD / PSL / PHS / DC / PMB \| André Ferreira (PSC) + 2 PRB, 1 PPS, 1 DEM, 1 PODE \| Antonio Fernando (PSC), Clarissa Tércio (PSC), Guilherme Uchoa Júnior (PSC), Manoel Ferreira (PSC), Wanderson Florêncio (PSC) \| \| PI \| Valter Alencar (PSC) \| Genival Oliveira (PSC) \| nenhuma \| ninguém \| ninguém \| \| PI \| Raimundo Pereira (PSC) \| Genival Oliveira (PSC) \| nenhuma \| ninguém \| ninguém \| \| PR \| Ratinho Júnior (PSD) \| Oriovisto Guimarães (PODE) \| PSC / PSD / PODE / PRB / PR / PPS / PHS / PV / Avante \| Paulo Martins (PSC) + 4 PSD, 3 PR, 1 PODE, 1 PPS, \| Evandro Araújo (PSC), Gilson de Souza (PSC), Mabel Canto (PSC), Wilmar Reichembach (PSC) + 6 PSD \| \| PR \| Darci Piana (PSD) \| Oriovisto Guimarães (PODE) \| PSC / PSD / PODE / PRB / PR / PPS / PHS / PV / Avante \| Paulo Martins (PSC) + 4 PSD, 3 PR, 1 PODE, 1 PPS, \| Evandro Araújo (PSC), Gilson de Souza (PSC), Mabel Canto (PSC), Wilmar Reichembach (PSC) + 6 PSD \| \| RJ \| Wilson Witzel (PSC) \| Pastor Everaldo (PSC) \| PSC / PROS \| Otoni de Paula (PSC) + 1 PROS \| Chiquinho da Mangueira (PSC), Márcio Pacheco (PSC) \| \| RJ \| Cláudio Castro (PSC) \| Pastor Everaldo (PSC) \| PSC / PROS \| Otoni de Paula (PSC) + 1 PROS \| Chiquinho da Mangueira (PSC), Márcio Pacheco (PSC) \| \| RN \| Brenno Queiroga (SD) \| Magnólia Figueiredo (SD) \| PSC / SD / PV / DC / PMN / PSL / PPL / Patriota \| 1 PSL \| 2 PSL \| \| RN \| Sérgio Leocádio (SD) \| Joanílson Rêgo (DC) \| PSC / SD / PV / DC / PMN / PSL / PPL / Patriota \| 1 PSL \| 2 PSL \| \| RO \| Mauro de Carvalho (MDB) \| Confúcio Moura (MDB) \| PSC / MDB / PMN / PODE / PCdoB / PHS / PROS / PV \| ninguém \| 1 PMN \| \| RO \| Wagner de Freitas (MDB) \| Valdir Raupp (MDB) \| PSC / MDB / PMN / PODE / PCdoB / PHS / PROS / PV \| ninguém \| 1 PMN \| \| RR \| Antônio Denarium (PSL) \| Mecias de Jesus (PRB) \| PSC / PSL / PTC / PRB / PRP / PROS / PPL / Patriota \| 1 PRB, 1 PSL \| 3 PRB \| \| RR \| Frutuoso Lins (PTC) \| Pastor Isamar Ramalho (PSL) \| PSC / PSL / PTC / PRB / PRP / PROS / PPL / Patriota \| 1 PRB, 1 PSL \| 3 PRB \| \| RS \| José Ivo Sartori (PMDB) \| Beto Albuquerque (PSB) \| PSC / MDB / PSD / PR / PSB / PMN / PRP / PTC / Patriota \| 1 PSD \| ninguém \| \| RS \| José Paulo Cairoli (PSD) \| José Fogaça (PMDB) \| PSC / MDB / PSD / PR / PSB / PMN / PRP / PTC / Patriota \| 1 PSD \| ninguém \| \| SC \| Gelson Merisio (PSD) \| Esperidião Amin (PP) \| PSC / PSD / DEM / PP / PCdoB / PDT / PRB / PSB / PV / SD / PODE / PROS / PHS / PRP / PPL \| 1 PRB, 1 PSC \| Jair Miotto (PSC) + 5 PSD, 3 PP \| \| SC \| João Paulo Kleinübing (DEM) \| Raimundo Colombo (PSD) \| PSC / PSD / DEM / PP / PCdoB / PDT / PRB / PSB / PV / SD / PODE / PROS / PHS / PRP / PPL \| 1 PRB, 1 PSC \| Jair Miotto (PSC) + 5 PSD, 3 PP \| \| SE \| Eduardo Amorim (PSDB) \| André Moura (PSC) \| PSC / PSDB / PRB / PPS / PR / SD / PTC \| Valdevan Noventa (PSC) + 1 PSD, 1 PR \| Capitão Samuel (PSC), Gilmar Carvalho (PSC), Ibrain Monteiro (PSC), Vanderbal Marinho (PSC) + 2 PR, 1 PSDB \| \| SE \| Ivan Leite (PRB) \| Pastor Heleno (PRB) \| PSC / PSDB / PRB / PPS / PR / SD / PTC \| Valdevan Noventa (PSC) + 1 PSD, 1 PR \| Capitão Samuel (PSC), Gilmar Carvalho (PSC), Ibrain Monteiro (PSC), Vanderbal Marinho (PSC) + 2 PR, 1 PSDB \| \| SP \| Márcio França (PSB) \| Maurren Maggi (PSB) \| PSC / PSB / PR / PSC / PODE / PTB / PV / PMB / PHS / PPL / PRP / PROS / SD / Avante / Patriota \| Gilberto Nascimento (PSC) + 4 PSB, 2 PPS \| 8 PSB, 2 PPS, 2 PTB, 1 PV \| \| SP \| Coronel Eliane Nikoluk (PR) \| Mário Covas Neto (PODE) \| PSC / PSB / PR / PSC / PODE / PTB / PV / PMB / PHS / PPL / PRP / PROS / SD / Avante / Patriota \| Gilberto Nascimento (PSC) + 4 PSB, 2 PPS \| 8 PSB, 2 PPS, 2 PTB, 1 PV \| \| TO \| Carlos Amastha (PSB) \| Vicentinho Alves (PR) \| PSC / PSB / PSDB / PR / MDB / PODE \| Osires Damaso (PSC) + 1 PR, 1 MDB \| 5 MDB, 2 PSDB, 1 PSB, 1 PR \| \| TO \| Oswaldo Stival Jr (PSDB) \| Ataídes Oliveira (PSDB) \| PSC / PSB / PSDB / PR / MDB / PODE \| Osires Damaso (PSC) + 1 PR, 1 MDB \| 5 MDB, 2 PSDB, 1 PSB, 1 PR \| |                                         |                                | |                                                       | |
| UF | Candidatos(as) a Governador(a) e a Vice | Candidatos(as) a Senadores(as) | Coligação majoritária (governo e senado)                                                                     | Deputados(as) federais eleitos(as) — 73               | Deputados(as) estaduais eleitos(as) — 119                                                                                     |
| AC | Coronel Ulysses (PSL)                   | Paulo Pedrazza (PSL)           | PSC / PSL / Patriota                                                                                         | ninguém                                               | 1 PSL |
| AC | Réssini Jarude (PSL)                    | Paulo Pedrazza (PSL)           | PSC / PSL / Patriota                                                                                         | ninguém                                               | 1 PSL |
| AL | Pinto de Luna (PROS)                    | Rodrigo Cunha (PSDB)           | PSC / PROS / PSDB / PTC / PP / PSB / REDE / DEM / PRB                                                        | 1 PSB, 1 PP, 1 PRB, 1 PSDB                            | 4 PP, 2 PSDB, 1 DEM, 1 PROS                                                                                                   |
| AL | Jorge VI (PSDB)                         | Benedito de Lira (PP)          | PSC / PROS / PSDB / PTC / PP / PSB / REDE / DEM / PRB                                                        | 1 PSB, 1 PP, 1 PRB, 1 PSDB                            | 4 PP, 2 PSDB, 1 DEM, 1 PROS                                                                                                   |
| AM | Wilson Lima (PSC)                       | Luiz Castro (REDE)             | PSC / PRTB / REDE                                                                                            | ninguém                                               | ninguém |
| AM | Carlos Almeida (PRTB)                   | Luiz Castro (REDE)             | PSC / PRTB / REDE                                                                                            | ninguém                                               | ninguém |
| AP | Davi Alcolumbre (DEM)                   | Randolfe Rodrigues (REDE)      | PSC / DEM / PP / REDE / PSDB / PSD / PODE / PPL / SD / Avante / Patriota                                     | 1 PSDB, 1 PP                                          | Zézinho Tupinambá (PSC) |
| AP | Silvana Vedovelli (PP)                  | Sebastião Bala Rocha (PSDB)    | PSC / DEM / PP / REDE / PSDB / PSD / PODE / PPL / SD / Avante / Patriota                                     | 1 PSDB, 1 PP                                          | Zézinho Tupinambá (PSC) |
| BA | José Ronaldo (DEM)                      | Jutahy Magalhães Júnior (PSDB) | PSC / DEM / PSDB / PTB / PV / PRB / SD / PPL / Patriota                                                      | ninguém                                               | Laerte do Vando (PSC), Soldado Prisco (PSC), Tum (PSC)                                                                        |
| BA | Mônica Bahia (PSDB)                     | Irmão Lázaro (PSC)             | PSC / DEM / PSDB / PTB / PV / PRB / SD / PPL / Patriota                                                      | ninguém                                               | Laerte do Vando (PSC), Soldado Prisco (PSC), Tum (PSC)                                                                        |
| CE | apoio informal a Camilo Santana (PT)    | Eunício Oliveira (MDB)         | PT / PDT / PP / PSB / PR / PTB / DEM / PCdoB / PPS / PRP / PV / PMN / PPL / PRTB / PMB / Patriota            | 1 MDB, 1 SD, 1 PSD                                    | 4 MDB, 2 SD, 2 PSD, 1 PRB |
| CE | apoio informal a Izolda Cela (PDT)      | Alberto Bardawil (PODE)        | PT / PDT / PP / PSB / PR / PTB / DEM / PCdoB / PPS / PRP / PV / PMN / PPL / PRTB / PMB / Patriota            | 1 MDB, 1 SD, 1 PSD                                    | 4 MDB, 2 SD, 2 PSD, 1 PRB |
| DF | Rogério Rosso (PSD)                     | Cristovam Buarque (PPS)        | PSC / PSD / PRB / SD / PODE / PPS                                                                            | 1 PRB, 1 PPS                                          | Iolando Almeida (PSC) |
| DF | Egmar Tavares (PRB)                     | Fernando Marques (SD)          | PSC / PSD / PRB / SD / PODE / PPS                                                                            | 1 PRB, 1 PPS                                          | Iolando Almeida (PSC) |
| ES | Renato Casagrande (PSB)                 | Marcos do Val (PPS)            | PSC / PSB / PSDB / DEM / PPS / PCdoB / PV / DC / SD / PP / PTC / PDT / PPL / PRP / PSD / PHS / PROS / Avante | 2 PSB                                                 | 3 PSDB |
| ES | Jacqueline Moraes (PSB)                 | Ricardo Ferraço (PSDB)         | PSC / PSB / PSDB / DEM / PPS / PCdoB / PV / DC / SD / PP / PTC / PDT / PPL / PRP / PSD / PHS / PROS / Avante | 2 PSB                                                 | 3 PSDB |
| GO | Ronaldo Caiado (DEM)                    | Jorge Kajuru (PRP)             | PSC / DEM / PRP / PROS / PMB / PR / PODE / DC / PSL / PMN / PTC / PRTB / PDT                                 | Glaustin da Fokus (PSC) + 2 DEM, 1 PDT, 1 PRP, 1 PODE | Henrique César (PSC) + 4 DEM, 1 PTC                                                                                           |
| GO | Lincoln Tejota (PROS)                   | Wilder Morais (DEM)            | PSC / DEM / PRP / PROS / PMB / PR / PODE / DC / PSL / PMN / PTC / PRTB / PDT                                 | Glaustin da Fokus (PSC) + 2 DEM, 1 PDT, 1 PRP, 1 PODE | Henrique César (PSC) + 4 DEM, 1 PTC                                                                                           |
| MA | Roseana Sarney (MDB)                    | Edison Lobão (MDB)             | PSC / MDB / PV / PSD / PRP / PMB                                                                             | 2 MDB, 1 PSD                                          | 3 PV, 2 MDB |
| MA | Ribinha Cunha (PSC)                     | Sarney Filho (PV)              | PSC / MDB / PV / PSD / PRP / PMB                                                                             | 2 MDB, 1 PSD                                          | 3 PV, 2 MDB |
| MG | Antonio Anastasia (PSDB)                | Rodrigo Pacheco (DEM)          | PSC / PSDB / PSD / DEM / SD / PPS / PMN / PTB / PP / PTC / PMB / Patriota                                    | Euclydes Pettersen (PSC) + 1 PMN                      | Gustavo Mitre (PSC), Noraldino Junior (PSC), Raul Belém (PSC)                                                                 |
| MG | Marcos Montes (PSD)                     | Dinis Pinheiro (SD)            | PSC / PSDB / PSD / DEM / SD / PPS / PMN / PTB / PP / PTC / PMB / Patriota                                    | Euclydes Pettersen (PSC) + 1 PMN                      | Gustavo Mitre (PSC), Noraldino Junior (PSC), Raul Belém (PSC)                                                                 |
| MS | ninguém                                 | Sérgio Harfouche (PSC)         | nenhuma | ninguém                                               | ninguém |
| MT | Mauro Mendes (DEM)                      | Jayme Campos (DEM)             | PSC / DEM / PDT / PSD / MDB / PMB / PHS / PRP / PTC                                                          | ninguém                                               | Sebastião Rezende (PSC), Xuxu Dal Molim (PSC) + 3 MDB, 2 DEM, 1 PSD, 1 PDT                                                    |
| MT | Otaviano Pivetta (PDT)                  | Carlos Fávaro (PSD)            | PSC / DEM / PDT / PSD / MDB / PMB / PHS / PRP / PTC                                                          | ninguém                                               | Sebastião Rezende (PSC), Xuxu Dal Molim (PSC) + 3 MDB, 2 DEM, 1 PSD, 1 PDT                                                    |
| PA | Helder Barbalho (MDB)                   | Jader Barbalho (MDB)           | PSC / MDB / PR / PP / PSD / PRB / PTB / PROS / PODE / PSL / PHS / DC / PMB / PTC / Avante / Patriota         | 3 PSD, 2 MDB, 2 PTB, 1 PR, 1 PRB                      | Galileu Moraes (PSC), Jaques Neves (PSC)                                                                                      |
| PA | Lúcio Vale (PR)                         | Zequinha Marinho (PSC)         | PSC / MDB / PR / PP / PSD / PRB / PTB / PROS / PODE / PSL / PHS / DC / PMB / PTC / Avante / Patriota         | 3 PSD, 2 MDB, 2 PTB, 1 PR, 1 PRB                      | Galileu Moraes (PSC), Jaques Neves (PSC)                                                                                      |
| PB | Lucélio Cartaxo (PV)                    | Daniella Ribeiro (PP)          | PSC / PSDB / PP / PSD / PV / SD / DC / PRTB / PHS / PTC / PSL / PPL                                          | 3 PSDB                                                | Anderson Monteiro (PSC) + 3 PSDB, 2 PP, 1 PSD                                                                                 |
| PB | Michele Rodrigues (PSDB)                | Cássio Cunha Lima (PSDB)       | PSC / PSDB / PP / PSD / PV / SD / DC / PRTB / PHS / PTC / PSL / PPL                                          | 3 PSDB                                                | Anderson Monteiro (PSC) + 3 PSDB, 2 PP, 1 PSD                                                                                 |
| PE | Armando Monteiro (PTB)                  | Mendonça Filho (DEM)           | PSC / PTB / PODE / PSDB / DEM / PRB / PR / PPS / PSD / PSL / PHS / DC / PMB                                  | André Ferreira (PSC) + 2 PRB, 1 PPS, 1 DEM, 1 PODE    | Antonio Fernando (PSC), Clarissa Tércio (PSC), Guilherme Uchoa Júnior (PSC), Manoel Ferreira (PSC), Wanderson Florêncio (PSC) |
| PE | Fred Ferreira (PSC)                     | Bruno Araújo (PSDB)            | PSC / PTB / PODE / PSDB / DEM / PRB / PR / PPS / PSD / PSL / PHS / DC / PMB                                  | André Ferreira (PSC) + 2 PRB, 1 PPS, 1 DEM, 1 PODE    | Antonio Fernando (PSC), Clarissa Tércio (PSC), Guilherme Uchoa Júnior (PSC), Manoel Ferreira (PSC), Wanderson Florêncio (PSC) |
| PI | Valter Alencar (PSC)                    | Genival Oliveira (PSC)         | nenhuma | ninguém                                               | ninguém |
| PI | Raimundo Pereira (PSC)                  | Genival Oliveira (PSC)         | nenhuma | ninguém                                               | ninguém |
| PR | Ratinho Júnior (PSD)                    | Oriovisto Guimarães (PODE)     | PSC / PSD / PODE / PRB / PR / PPS / PHS / PV / Avante                                                        | Paulo Martins (PSC) + 4 PSD, 3 PR, 1 PODE, 1 PPS,     | Evandro Araújo (PSC), Gilson de Souza (PSC), Mabel Canto (PSC), Wilmar Reichembach (PSC) + 6 PSD                              |
| PR | Darci Piana (PSD)                       | Oriovisto Guimarães (PODE)     | PSC / PSD / PODE / PRB / PR / PPS / PHS / PV / Avante                                                        | Paulo Martins (PSC) + 4 PSD, 3 PR, 1 PODE, 1 PPS,     | Evandro Araújo (PSC), Gilson de Souza (PSC), Mabel Canto (PSC), Wilmar Reichembach (PSC) + 6 PSD                              |
| RJ | Wilson Witzel (PSC)                     | Pastor Everaldo (PSC)          | PSC / PROS                                                                                                   | Otoni de Paula (PSC) + 1 PROS                         | Chiquinho da Mangueira (PSC), Márcio Pacheco (PSC)                                                                            |
| RJ | Cláudio Castro (PSC)                    | Pastor Everaldo (PSC)          | PSC / PROS                                                                                                   | Otoni de Paula (PSC) + 1 PROS                         | Chiquinho da Mangueira (PSC), Márcio Pacheco (PSC)                                                                            |
| RN | Brenno Queiroga (SD)                    | Magnólia Figueiredo (SD)       | PSC / SD / PV / DC / PMN / PSL / PPL / Patriota                                                              | 1 PSL                                                 | 2 PSL |
| RN | Sérgio Leocádio (SD)                    | Joanílson Rêgo (DC)            | PSC / SD / PV / DC / PMN / PSL / PPL / Patriota                                                              | 1 PSL                                                 | 2 PSL |
| RO | Mauro de Carvalho (MDB)                 | Confúcio Moura (MDB)           | PSC / MDB / PMN / PODE / PCdoB / PHS / PROS / PV                                                             | ninguém                                               | 1 PMN |
| RO | Wagner de Freitas (MDB)                 | Valdir Raupp (MDB)             | PSC / MDB / PMN / PODE / PCdoB / PHS / PROS / PV                                                             | ninguém                                               | 1 PMN |
| RR | Antônio Denarium (PSL)                  | Mecias de Jesus (PRB)          | PSC / PSL / PTC / PRB / PRP / PROS / PPL / Patriota                                                          | 1 PRB, 1 PSL                                          | 3 PRB |
| RR | Frutuoso Lins (PTC)                     | Pastor Isamar Ramalho (PSL)    | PSC / PSL / PTC / PRB / PRP / PROS / PPL / Patriota                                                          | 1 PRB, 1 PSL                                          | 3 PRB |
| RS | José Ivo Sartori (PMDB)                 | Beto Albuquerque (PSB)         | PSC / MDB / PSD / PR / PSB / PMN / PRP / PTC / Patriota                                                      | 1 PSD                                                 | ninguém |
| RS | José Paulo Cairoli (PSD)                | José Fogaça (PMDB)             | PSC / MDB / PSD / PR / PSB / PMN / PRP / PTC / Patriota                                                      | 1 PSD                                                 | ninguém |
| SC | Gelson Merisio (PSD)                    | Esperidião Amin (PP)           | PSC / PSD / DEM / PP / PCdoB / PDT / PRB / PSB / PV / SD / PODE / PROS / PHS / PRP / PPL                     | 1 PRB, 1 PSC                                          | Jair Miotto (PSC) + 5 PSD, 3 PP                                                                                               |
| SC | João Paulo Kleinübing (DEM)             | Raimundo Colombo (PSD)         | PSC / PSD / DEM / PP / PCdoB / PDT / PRB / PSB / PV / SD / PODE / PROS / PHS / PRP / PPL                     | 1 PRB, 1 PSC                                          | Jair Miotto (PSC) + 5 PSD, 3 PP                                                                                               |
| SE | Eduardo Amorim (PSDB)                   | André Moura (PSC)              | PSC / PSDB / PRB / PPS / PR / SD / PTC                                                                       | Valdevan Noventa (PSC) + 1 PSD, 1 PR                  | Capitão Samuel (PSC), Gilmar Carvalho (PSC), Ibrain Monteiro (PSC), Vanderbal Marinho (PSC) + 2 PR, 1 PSDB                    |
| SE | Ivan Leite (PRB)                        | Pastor Heleno (PRB)            | PSC / PSDB / PRB / PPS / PR / SD / PTC                                                                       | Valdevan Noventa (PSC) + 1 PSD, 1 PR                  | Capitão Samuel (PSC), Gilmar Carvalho (PSC), Ibrain Monteiro (PSC), Vanderbal Marinho (PSC) + 2 PR, 1 PSDB                    |
| SP | Márcio França (PSB)                     | Maurren Maggi (PSB)            | PSC / PSB / PR / PSC / PODE / PTB / PV / PMB / PHS / PPL / PRP / PROS / SD / Avante / Patriota               | Gilberto Nascimento (PSC) + 4 PSB, 2 PPS              | 8 PSB, 2 PPS, 2 PTB, 1 PV |
| SP | Coronel Eliane Nikoluk (PR)             | Mário Covas Neto (PODE)        | PSC / PSB / PR / PSC / PODE / PTB / PV / PMB / PHS / PPL / PRP / PROS / SD / Avante / Patriota               | Gilberto Nascimento (PSC) + 4 PSB, 2 PPS              | 8 PSB, 2 PPS, 2 PTB, 1 PV |
| TO | Carlos Amastha (PSB)                    | Vicentinho Alves (PR)          | PSC / PSB / PSDB / PR / MDB / PODE                                                                           | Osires Damaso (PSC) + 1 PR, 1 MDB                     | 5 MDB, 2 PSDB, 1 PSB, 1 PR |
| TO | Oswaldo Stival Jr (PSDB)                | Ataídes Oliveira (PSDB)        | PSC / PSB / PSDB / PR / MDB / PODE                                                                           | Osires Damaso (PSC) + 1 PR, 1 MDB                     | 5 MDB, 2 PSDB, 1 PSB, 1 PR |

### Eleições presidenciais
| Ano  | Imagem | Candidato(a) a presidente | Candidato a vice-presidente   | Coligação                                                                         | Votos               | Posição |
| ---- | ------ | ------------------------- | ----------------------------- | --------------------------------------------------------------------------------- | ------------------- | ------- |
| 1989 |        | Fernando Collor (PRN)     | Itamar Franco (PRN)           | Movimento Brasil Novo (PRN, PSC, PST, PTR)                                        | 35.089.998 (53,03%) | 1ª      |
| 1994 |        | Hernani Fortuna (PSC)     | Vítor Nósseis (PSC)           | Sem coligação                                                                     | 238.197 (0,38%)     | 8ª      |
| 1998 |        | Sérgio Bueno (PSC)        | Ronald Abrahão Azaro (PSC)    | Sem coligação                                                                     | 124.659 (0,18%)     | 11ª     |
| 2010 |        | Dilma Rousseff (PT)       | Michel Temer (PMDB)           | Para o Brasil Seguir Mudando (PT, PMDB, PR, PSB, PDT, PCdoB, PSC, PRB, PTC e PTN) | 55.752.529 (56,05%) | 1ª      |
| 2014 |        | Pastor Everaldo (PSC)     | Leonardo Gadelha (PSC)        | Sem coligação                                                                     | 780.513 (0,75%)     | 5ª      |
| 2018 |        | Alvaro Dias (PODE)        | Paulo Rabello de Castro (PSC) | Mudança de Verdade (PODE, PRP, PSC e PTC)                                         | 859.574 (0,8%)      | 9ª      |